# Каштру, Габриэл Перейра де
Габриэ́л Пере́йра де Ка́штру (порт. Gabriel Pereira de Castro; 7 февраля 1571, Брага — 18 октября 1632, Лиссабон) — португальский юрист, эпический поэт второго плана, то есть относящийся к последователям Луиша де Камоэнса. В историю португальской литературы вошёл как автор поэмы «Улиссейя или Лиссабон возведённый» (Ulisseia ou Lisboa Edificada, 1636) об основании и строительстве Лиссабона Улиссом.

## Жизнь и творчество
Родился в семье юрисконсульта и уже с малых лет проявил высокие умственные способностипорт. Gabriel Pereira de Castro. Изучал юриспруденцию, окончил  Коимбрский университет по специальности каноническое право. Занимал различные должности в судебных инстанциях, был посвящён в рыцари ордена Христа; продвигался в карьере и дошёл до высоких постов, в частности, генерального прокурора военных орденов, затем был назначен главным канцлером королевства Португалия (порт. chanceller-mór do reino). Источники приводят один факт, бросающий тень на репутацию честного и беспристрастного судьи. По причине вынесения в 1631 году приговора о святотатстве одному подсудимому, впоследствии оказавшемуся невиновным, в последние годы жизни испытывал умственные расстройства.

## Творчество
Составлял труды в области юриспруденции. Помимо того сочинял стихи на латинском и испанском языках. Самым известным литературным сочинением считается эпическая поэма «Улиссейя или Лиссабон возведённый» (Ulisseia ou Lisboa Edificada, 1636), созданная в подражании «Лузиадам» Луиша де Камоэнса. Произведение написано октавами и включает 10 песен (всего 1222 октав). В своих скитаниях по морям Улисс попал к устью реки Тежу, где в сражениях отвоевал земли и построил там город Лиссабон.
Поэма была опубликована посмертно братом автора, Луишем Перейрой де Каштру. В этой первой публикации 1636 года текст поэмы был предварён хвалебными стихами современников (всего 5). Один из сонетов написал Лопе де Вега:

De Fr. Lope Felíx de Vega Carpio

Lisboa por el Griego edificada

 Ya de ser, Fenix inmortal presuma,

 Pues deue màs a tu diuina pluma

 (DoƐto Gabriel) que a su famosa espada.

Voraz el tiempo con la diestra ayrada

 No ay Imperio mortal, que no consuma,

 Peró la vida de tu heroyca suma

 Es alma ilustremente reseruada.

Mas ay que quando màs enriqueciste

 Tu Patria, que su Artifice te llama,

 Por la segunda vida que le diste:

Cipres funesto tu Laurel entrama,

 Si bien ganaste en lo q̃ màs perdiste,

 Pues quando mueres tu nacio tu fama.
(сохранена орфография оригинала)

Издание включает предисловие Мануэла де Гальегуша (Discvrso poetico de Manoel de Galhegos), наиболее значительного теоретика эпической поэзии своего времени. В 1626 году Гальегуш опубликовал на кастильском языке эпическую поэму «Гигантомахия» (Gigantomaquia) о бунте Титанов против Юпитера. В предисловии же к сочинению Габриэла Перейры теоретик попытался выказать превосходство своей поэзии над «Лузиадами». Но сделано это было посредством аргументов в пользу того, что «Улиссейя» более основательно следует канонам Гомера, нежели поэзия Камоэнса. На самом деле подражание Гомеру оказалось не столь совершенным, как было заявлено, поскольку при формальном соответствии поэма лишена оригинальности. Автор «Улиссейи» в своей имитации формальных решений, стилистики и фразеологии Вергилия и Гомера не смог превзойти Камоэнса, которому при описаниях исторических событий своей эпохи удалось воспроизвести классические древнегреческие и древнеримские особенности эпического жанра в духе современного ему менталитета. Однако, уступая грандиозности замысла «Лузиад» и блистательной фантазии их автора, «Улиссейя» приравнивается с лучшими образцами португальской литературы.

## Сочинения
- Decisiones supremi eminentissimique Senatus Portugalliae ex gravissimorum patrum responsis collectae a D. Gabriele Pereira de Castro :  [порт.] / Gabriel Pereira de Castro. — 1ª ed. — Ulyssipone : apud Petrum Craesbeeck, 1621. — [28], 585 [i.é 587], [27] p.
- De Manu Regia Tractatus (2 tomos, Lisboa, 1622-1625).
- Ulyssea, ou Lysboa edificada :  [порт.] / Gabriel Pereira de Castro. — 1ª ed. — Lisboa : por Lourenço Crasbeeck impressor del Rey, 1636. — 425 p.
- Monomachia sobre as Concórdias que os Reis Fizeram com os Prelados de Portugal. Lisboa, 1738.